# Предостережение (фильм, 1985)
«Предостережение» (англ. Warning Sign) — американский кинофильм режиссёра Хала Барвуда 1985 года.
Первоначальное название было «Биологическая опасность», которое плохо приняли зрители предварительного просмотра, и фильм переименовали, но использовали знак биологической опасности на постере.

## Сюжет
Построенный в американской глубинке небольшой завод по производству агрохимикатов представляет собой здание, оборудованное по последнему слову техники. Во главу всего поставлена безопасность общества. И вот, в обычный рабочий день, в конце смены, впервые за недолгую историю предприятия срабатывает сигнализация, извещающая о распространении биологической опасности. Следуя инструкциям, начальница охраны вскрывает служебный пакет, вводит секретный код, после чего массивными стальными воротами автоматически закрываются все входы в здание. 84 человека персонала оказываются полностью изолированными от внешнего мира. Снаружи собирается толпа взволнованных родственников. Приезжает полиция, представители агрохимической компании. Местный шериф в ходе собственного расследования открывает для себя, что производство удобрений было всего лишь прикрытием разработки различных видов биологического оружия. Драматизм ситуации усугубляется тем, что оставшаяся внутри объятого эпидемией здания начальница охраны — жена шерифа.

## Создатели фильма
В ролях:
- Сэм Уотерстон — Сэл Морз
- Кэтлин Куинлен — Джоан Морз
- Яфет Котто — майор Коннолли
- Джеффри ДеМанн — доктор Дэн Фэйрчайлд
- Ричард Дайсарт — доктор Нильсен
- Джордж Бэйли — Том Шмидт
- Джерри Хардин — Вик Флинт
- Рик Россович — Боб

Съёмочная группа:
- Режиссёр — Хал Барвуд
- Авторы сценария — Хал Барвуд, Мэттью Роббинс
- Продюсеры — Хал Барвуд, Джим Блум
- Редактор — Роберт Лоуренс
- Композитор — Крэйг Сэфэн
- Оператор — Дин Канди
- Костюмер — Огги Джерард Роджерс

## Восприятие
На сайте-агрегаторе рецензий Rotten Tomatoes у ленты рейтинг одобрения составляет 20% на основе 10 обзоров. Например, Рик Коган из Chicago Tribune написал: «Предостережение» не может передать никаких существенных посланий или настоящих острых ощущений».